# Den sidste nadver
 Denne artikel omhandler den bibelske begivenhed. Opslagsordet har også en anden betydning, se Den sidste nadver (Leonardo).
Den sidste nadver var Jesus sidste måltid, hvor han skærtorsdag delte brød og vin med sine disciple.
Den sidste nadver har som religiøst fællesmåltid haft stor betydning for kristne kirkers selvforståelse og genfindes i den kirkelige nadver og har inspireret flere malere. Leonardo da Vincis Den sidste nadver er afgjort det bedst kendte.
Teologisk ser forskellige kirker forskelligt på betydningen af den kirkelige nadver.